# Haffner 18
Haffner 18 – gromada otwarta znajdująca się w gwiazdozbiorze Rufy w odległości około 25-30 tysięcy lat świetlnych.
Gromada Haffner 18 doskonale ilustruje trzy różne etapy procesu formowania nowych gwiazd. W jej centrum znajdują się najstarsze gwiazdy, które już rozproszyły mgławicę, z której powstały, stanowiąc obraz w pełni ukształtowanych gwiazd. W dalszym fragmencie gromady znajdują się gwiazdy młode, które dopiero powstały. Są one jeszcze otoczone przez kokon, w którym się ukształtowały. Natomiast zewnętrzne fragmenty gromady to miejsca, gdzie gwiazdy będą powstawać w przyszłości. Gromada Haffner 18 zawiera około 50 gwiazd, wśród których kilka to olbrzymy.